# Edith Hultzsch

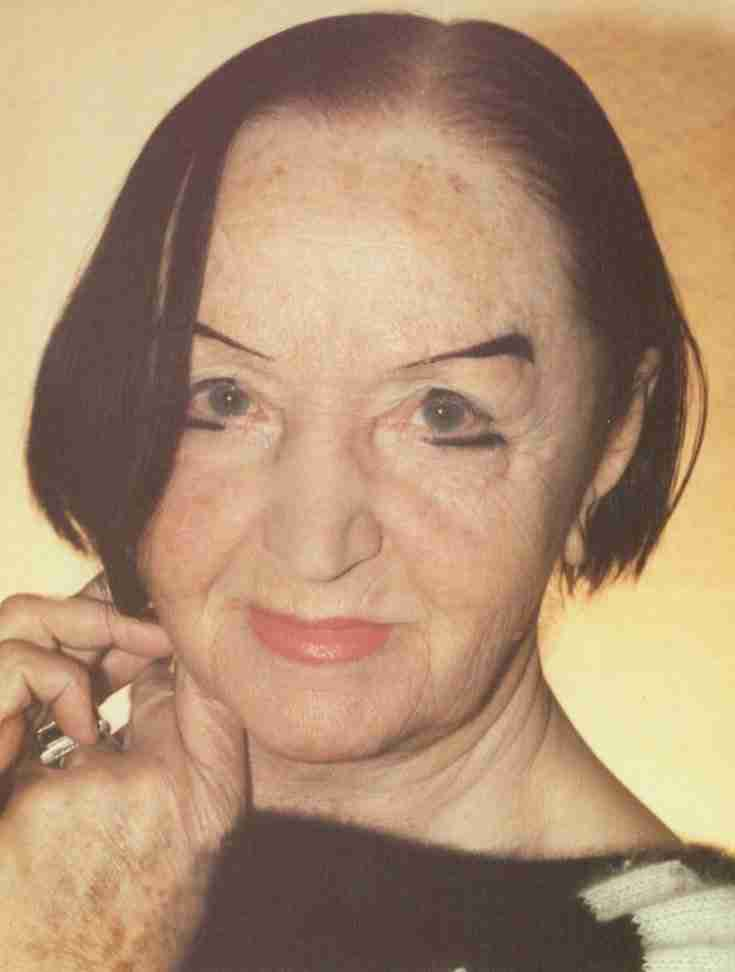
Edith Hultzsch

Edith Hultzsch (* 17. Januar 1908 in Berlin; † 20. April 2006 in Erkrath-Hochdahl) war eine deutsche Malerin.

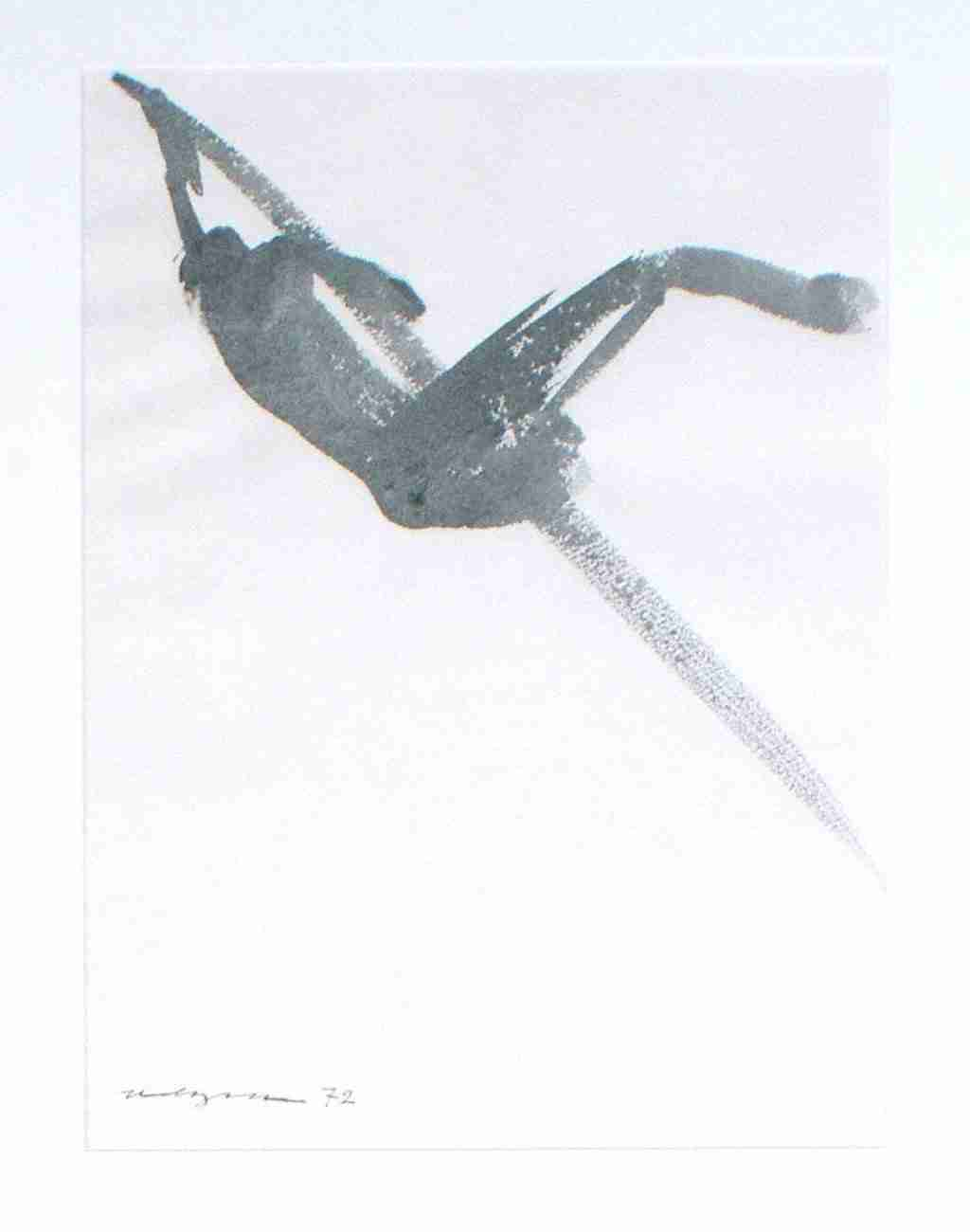
Stabhochspringer 1972

## Leben
Nach einem Studium an der Hochschule für Bildende Künste Berlin bei den Malern Emil Orlik und Hans Meid lebte sie seit 1952 in Düsseldorf, seit 1995 in Erkrath-Hochdahl bei Düsseldorf. Gezeigt wurden ihre Bilder in einer großen Zahl von Einzelausstellungen in Galerien, Kunstvereinen, Museen und Instituten in Deutschland, Frankreich, Spanien, Portugal, Holland, Belgien, Österreich und Argentinien. 1967 begann eine Ausstellungsfolge unter dem Thema „Taureaux“ in Bad Godesberg, von dem damaligen französischen Botschafter François Seydoux eröffnet. Die Ausstellung wurde bis 1972 in 25 Städten gezeigt.

## Werk

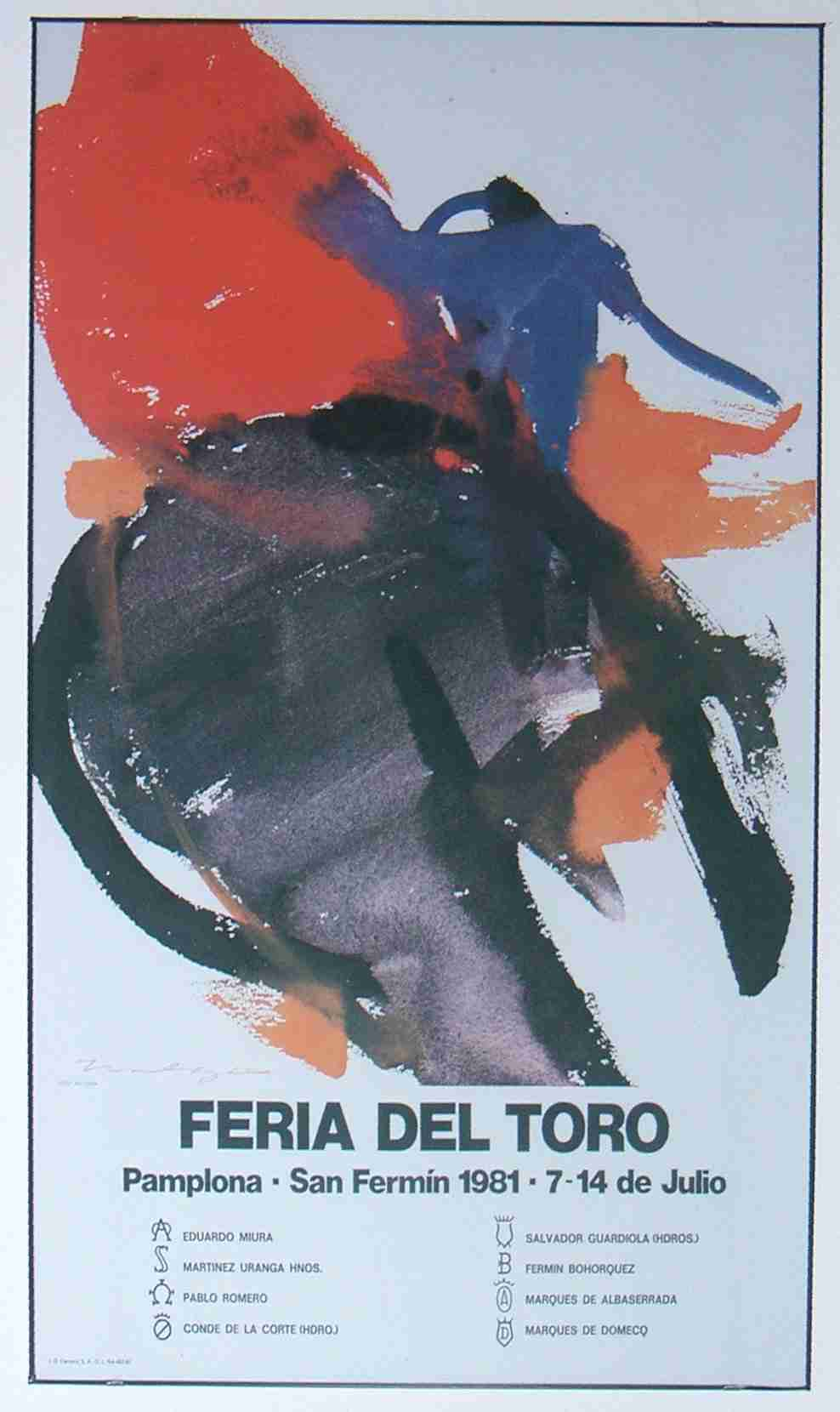
Plakat Pamplona 1981

Das Hauptthema ihrer Arbeiten ist die Darstellung von Bewegung. Ihre Motive findet sie daher im Sport, im Tanz und vor allem im Stierkampf. Das Werk umfasst – neben früheren Tuschezeichnungen für die Buchillustration – Pinselzeichnungen in schwarzweiß, Gouachen auf Papier sowie Ölbilder auf Papier und Leinwand und mehrere Buchillustrationen.
Die Pinselzeichnungen halten die Bewegung unmittelbar im Augenblick des Geschehens fest. Sie entstehen also in der Sportstätte, dem Tanzsaal oder der Stierkampfarena, ohne spätere Nacharbeit oder Korrektur im Atelier. Die Gouachen und Ölbilder sind Atelierausarbeitungen von Bleistiftskizzen, die am Ort des Geschehens rasch hingeworfen wurden. Studienreisen führten die Künstlerin in den vorderen Orient und vor allem nach Südfrankreich in die Camargue, nach Spanien oder Portugal – der Stiere, des Stierkampfs und der Pferde wegen. Sie starb im Alter von 98 Jahren am 20. April 2006 in Erkrath-Hochdahl bei Düsseldorf.

### Ausstellungen (Auswahl)

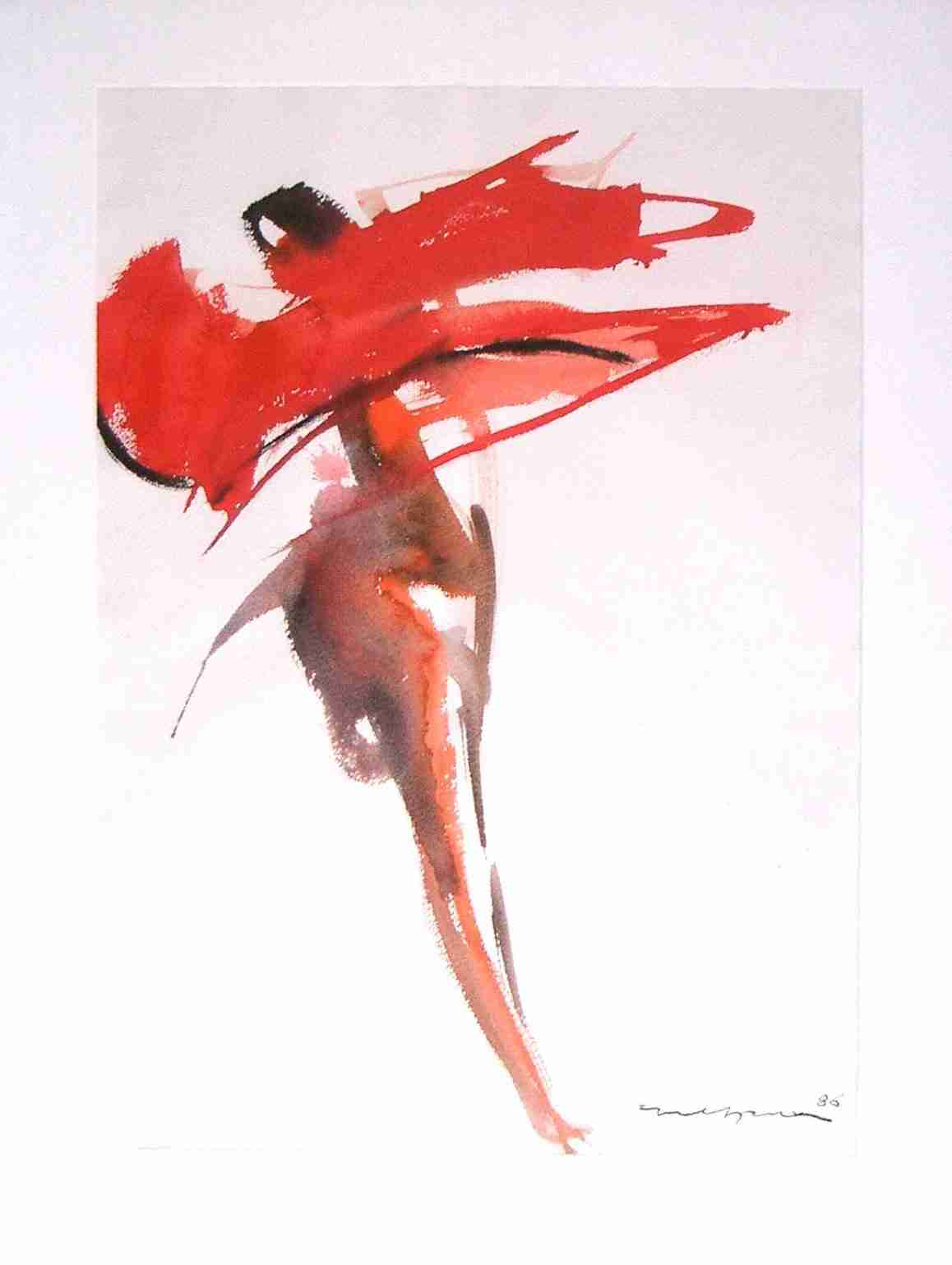
Flamenco 1986

Im Olympiajahr 1972 wurden 40 Pinselzeichnungen zum Thema Sport im Reiterzentrum Warendorf ausgestellt. Im gleichen Jahr erschien der Kunstbildband „Sport und Kunst“, in dem 22 Sportarten dargestellt sind.  1974 wurden im Museum am Ostwall in Dortmund über 250 Pinselzeichnungen und Ölbilder zu den Themen Sport und Tauromachie gezeigt. Im gleichen Jahr drehte das Westdeutsche Fernsehen einen Film über die Arbeit von Edith Hultzsch. 1981 gewann Edith Hultzsch den Plakatwettbewerb zur Fiesta Sanfermin in Pamplona als erster und einziger nichtspanischer Künstler. Seither war sie häufig Ehrengast des Veranstalters der Fiesta.
Neben der Malerei entstanden zahlreiche Entwürfe für die Architektur, wie Glas- und Betonglasfenster, Wandgestaltungen, Mosaiken, Plastiken und Brunnen (u. a. für die Bundesregierung und das Land Nordrhein-Westfalen), die verschiedene Preise bei „Kunst am Bau“-Wettbewerben erhielten. Ihre Werke befinden sich im Besitz der Bundesregierung und des Landes Nordrhein-Westfalen, im Besitz verschiedener Städte sowie in Museums- und Privatbesitz des In- und Auslandes. Posthume Ausstellungen:
- Edith Hultzsch – Norbert Jäger, Galerie Capriola, Ringheim, 15. Juni bis 13. Juli 2008
- Edith Hultzsch, Centro de Encuentros y Servicios Profesionales (CESEP), Pamplona, Spanien, 7. bis 18. November 2008
- Faszination Bewegung – Sportzeichnungen von Edith Hultzsch, 9. Dezember 2012 bis 3. Februar 2013 im Deutschen Sport & Olympia Museum